# Timbaland
Timbaland, właściwie Timothy Zachery Mosley (ur. 10 marca 1972 w Norfolk, Wirginia) – amerykański producent hip-hopowy i R&B.

## Kariera zawodowa
Zrobił podkłady muzyczne (tzw. beaty) do wielu piosenek. Wydał kilka płyt solowych, wraz z raperem Magoo nagrał trzy albumy, robił także podkłady i reżyserował dźwięk na płytach wielu wykonawców, takich jak m.in. Nelly Furtado, Justin Timberlake, 50 Cent, Kelis, John Cena, The Pussycat Dolls, Aaliyah, Ginuwine, Madonna, Keri Hilson, Matt Pokora. Zaistnieć w świecie muzyki pomógł Timbalandowi DeVante Swing (członek znanego kwartetu R&B Jodeci), kiedy przyjął go do swojej wytwórni i grupy zwanej „Da Basement”. DeVante był także osobą, która nadała Timbalandowi jego przydomek.
Światową popularność Timbalandowi przyniosła produkcja albumów: One in a Million dla Aaliyah, Ginuwine… The Bachelor Ginuwine’a i Supa Dupa Fly Missy Elliott.
W styczniu 2007 w mediach zaczęły pojawiać się oskarżenia zarzucające producentowi kradzież piosenki Tempesta i wykorzystanie fragmentów jego twórczości w utworze „Do It” Nelly Furtado. W serwisie YouTube pojawiły się filmy dokumentujące całą sprawę i przedstawiające dowody kradzieży utworu. Tempest twierdził, że nie zamierza nic robić w tej sprawie, jednak potem poinformował o rozmowach prowadzonych z prawnikami od września 2006. To nie były pierwsze oskarżenia tego typu pod adresem Timbalanda, a wcześniej zarzucano mu, że nielegalnie wykorzystuje sample orientalnych piosenkarzy w swoich produkcjach, m.in. Aaliyah „Don’t Know What to Tell Ya”, „More Than a Woman” czy „Big Pimpin'” rapera Jay-Z.
Pod koniec października 2007 wziął udział w telewizyjnej gali stacji VH1 – Hip Hop Honors 2007. Był jedną z gwiazd Coke Live Music Festival 2008.

## Życie prywatne
11 czerwca 2008 poślubił Monique Idlett, z którą ma córkę Reign (ur. 19 listopada 2007).

## Publikacje
- The Emperor of Sound: A Memoir, 2015, Amistad, ISBN 978-0-06-193696-8.